# Операція «Кабан»
Операція «Кабан» (фр. Opération Caban) — безкровна операція Збройних сил Франції, проведена у вересні 1979 року з метою повалення влади центральноафриканського імператора Бокасси I, відновлення влади поваленого президента Давида Дако та республіканського устрою.

## Історія
1966 року Жан-Бедель Бокасса здійснив державний переворот у ЦАР. 1972 року його проголосили довічним президентом. 1976 року він проголосив імперію.
На січень 1979 року Бокасса I став цілковитим автократом. Падіння його режиму прискорив указ про носіння шкільної форми, який зобов'язав усіх школярів та студентів придбати шкільну форму від компаній, що належить одній з його дружин. Оскільки більшість жителів країни не мали з фінансових причин змоги придбати форму, указ спричинив студентські протести в Бангі — столиці імперії. У квітні 1979 року Бокасса застосував Збройні сили з метою придушення виступів. Протягом наступних двох днів було вбито приблизно 100 дітей.
Колегія суддів запропонувала арештувати Бокассу та судити його за вбивство дітей. Тоді Бокасса втік до Лівії й просив допомоги в тамтешнього диктатора Муаммара Каддафі. Незабаром французька армія організувала операцію «Барракуда» з метою скинути Бокассу та відновити владу Давида Дако. Французькі війська прибули з Чаду та Габону та влаштували вдалий державний переворот, відновивши Центральноафриканську Республіку. Бокассі ж надали притулок у Франції.
Сам переворот відомий як операція «Кабан», тоді як переміщення чотирьох вертольотів Aérospatiale SA 330 Puma та чотирьох винищувачів Transall C-160 відоме як операція «Барракуда». Переворот у Бангі, столиці Центральної Африки, був завершений за кілька годин. Однак операція дістала негативні міжнародні реакції: хоча в ЦАР існувала значна підтримка перевороту, у Франції операція та її організатори, зокрема президент Валері Жискар д'Естен, зазнали критики.